# Krkavče
Krkavče so gručasto naselje vaškega značaja nad dolino Dragonje v Slovenski Istri, ki upravno spada pod Mestno občino Koper.
Krkavče so najbolj znane po Krkavškem menhirju, megalitu iz obdobja Keltov. Ta spomenik v obliki 2,5 m visokega kamnitega stebra (1 m je pod zemljo) naj bi bil postavljen v 1. ali 2. stoletju pr. n. št. Na njem sta v preprostem slogu vrisani dve goli človeški podobi z vodoravno razširjenima rokama in sončnim nimbom okoli glave.
Sedanjo baročno župnijsko cerkev sv.Mihaela so ob trgu s tlakom iz žive skale postavili 1749. Blizu vaškega pokopališča so odkrili grobove, ki verjetno datirajo v 12. stoletje.

## Lega
Vaško naselje se nahaja v Šavrinskem gričevju, na nadmorski višini 191 m.n.m. Na južni strani vasi se pobočje spušča do vznožja ob dolini reke Dragonje, rečna struga danes predstavlja mejo med Hrvaško in Slovenijo. 
Šavrinsko gričevje sestavlja neprepusten fliš, ta je razlog, da sta območje in okolica vasi igeografsko močno razgibana. Podnebje je sredozemsko. Zato so poletja vroča in suha, zime pa mile in vlažne. 
H Krkavčam prištevamo tudi zaselke Abrami, Draga, Griči, nenaseljeni Mačkuljek, Hrib, Glavini, Rov, Sveti Maver, Škarljevac.

## Podnebje in rastje
Zaradi takega podnebja je tudi rastje izrazito sredozemsko. Uspevajo večinoma vse glavne istrske vrtnine, kot so oljka, vinska trta, granatno jabolko, smokva in murva, ter veliko različnih vrst sadnega drevja. Od mediteranskega rastja pa med drevesi in grmičevjem večinoma uspevajo črni hrast, cipresa, kostanj, robinja, ruj in brnistra. 
Vas je znana tudi po zdravilnih rastlinah in začimbah, ki so jih dodajali istrskim kuharskim specialitetam. Tako so včasih domačini gojili pušpan, pelin, rudo, šipek in sivko ter začimbe sladki janež, kepra, majaron in baziliko. 
Ker so severna pobočja večinoma poraščena z listnatim drevjem, pridelki uspevajo le na južnih in zahodnih terasah, kjer so oblikovana pobočja in doline.

## Zgodovina
Na nekem Istrskem zemljevidu so Krkavče vpisane kot Carcauec. V drugi polovici 16. stoletja pa zasledimo ime Chercauz. Kasneje se je ime še veliko spreminjalo. Italijani so jo imenovali Carcase. Po drugi svetovni vojni pa jo prepoznamo pod imenom Krkavče, ali Krkuče, kot jo imenujejo domačini. 
O zgodovini Krkavč vemo zelo veliko, ker imamo zelo veliko arheološko vrednih predmetov iz daljne preteklosti. Ostanki večinoma obsegajo kose dobro žgane opeke, ostanki odvodnih korit, glinasti elementi in druge stvari. 
Eno izmed najzanimivejših odkritij je kamen, ki stoji na gradišču nad Krkavčami, vzhodneje od pokopališča. Domačini mu pravijo »beli kamen«, »kamen troglav« ali enostavno »kamen«. Struktura je približno človekove velikosti. Na širših straneh je vidna podoba stoječega človeka s prekrižanimi nogami in razširjenimi rokami. Kamen naj bi izhajal iz keltsko-latenske dobe (2. ali 1. stoletje pr. n. št.).
Ena izmed zanimivejših najdb je tudi zbirka žigov iz rimske dobe. V tistem času naj bi na tem območju nastala tudi glavna cesta med Koprom in notranjostjo Istre. 
V preteklosti je bil ta del Istre zelo mikaven za veliko ljudstev, zato so se ljudje množično naseljevali. Tako je nastalo veliko bližnjih zaselkov. Nastajala so postopoma in vsak je znan po svojem značaju, saj so se v vsak zaselek naselili ljudje iz drugih območij in z drugimi običaji. Čez čas so se te razlike zakrile, ker so se ljudje preseljevali in poročali med seboj. 
Rimljani so na tem območju pustili močen pečat. Za njimi so tu vladali Goti, Bizantinci in Franki, ki so v zaledje Istrskih mest začeli vseljevati Slovane. Franki so zgradili Krkavški grad ali utrdbo, ki jih je varovala pred napadi sovražnikov. Nad utrdbo je bil izvir s kristalno čisto vodo. Okoli njega so bile dobre razmere za gojenje oljk in vinskih trt.
Vas je v drugi polovici 13. stoletja prišla pod Beneško oblast. V tem obdobju je bil viden velik napredek. Gradile so se nove hiše in postavljena je bila tudi cerkev. Ohranjenih je veliko zanimivih pisnih virov. 
Med letoma 1797 in 1918 je imela Avstro-Ogrska oblast nad Istrskimi vasmi. Po vojni so v vas napeljali elektriko in z asfaltirano cesto se je vas še bolj približala mestu. Ljudje so se začeli izseljevati v mesta. Izseljevanje se je že kmalu ustavilo, saj so ljudje spoznali, da je stara vasica več kot primerna za lepo življenje.

## Kmetijstvo, obrt in trgovina
Prebivalstvo vasi se je že v zgodovini ukvarjalo z kmetijstvom. Temeljno kmetijsko panogo je predstavljalo poljedelstvo. Razvita pa je bila tudi živinoreja. Redili so večinoma ovce, govedo in prašiče. Med kmetijstvom je prevladovalo gojenje oljk, poznali pa so tudi vinsko trto, sadno drevje, zelenjavo, razne poljščine in žito. 
Tam, kjer južna lega ni bila zelo izrazita je bilo razvito vinogradništvo. Tak primer je okolica zaselka Rov. Razne poljščine in zelenjavo so gojili na bolj položnih pobočjih, kjer so bile terase širše. Na južnem delu so bili včasih sadjarski nasadi. Danes so ti že zelo opuščeni.
Po zadnji vojni je bilo gojenje oljk zelo opuščeno. Kljub temu so obnovili eno izmed starih oljarn v modernejšo stiskalnico olja. Oljarne so bile takrat znane pod imenom torklja. Razvito je bilo tudi mlinarstvo. Rižanski mlini so bili kvalitetnejši in boljši od tistih na Dragonji, zato so vaščani hodili mlet žito v Rižanske mline le ob posebnih priložnostih.
Trgovali so večinoma z češnjami, mlekom, drvi, oljem, vinom, kruhom in zelenjavo. Trgovske poti so večinoma vodile v Trst ali druga obalna mesta. Med vojnama je bilo v vasi razširjeno pranje perila, kot vir dodatnega zaslužka. Ženske so predvsem za tržaške družine vsak dan hodile prati k reki ali kar v vodnjakih na vasi. To delo je trajalo vse do leta 1945. V preteklosti je bila poglavitna gospodarska panoga kmetijstvo, danes pa največ dobička prinašajo družbenogospodarske panoge. 